# Musée national du Moyen Âge

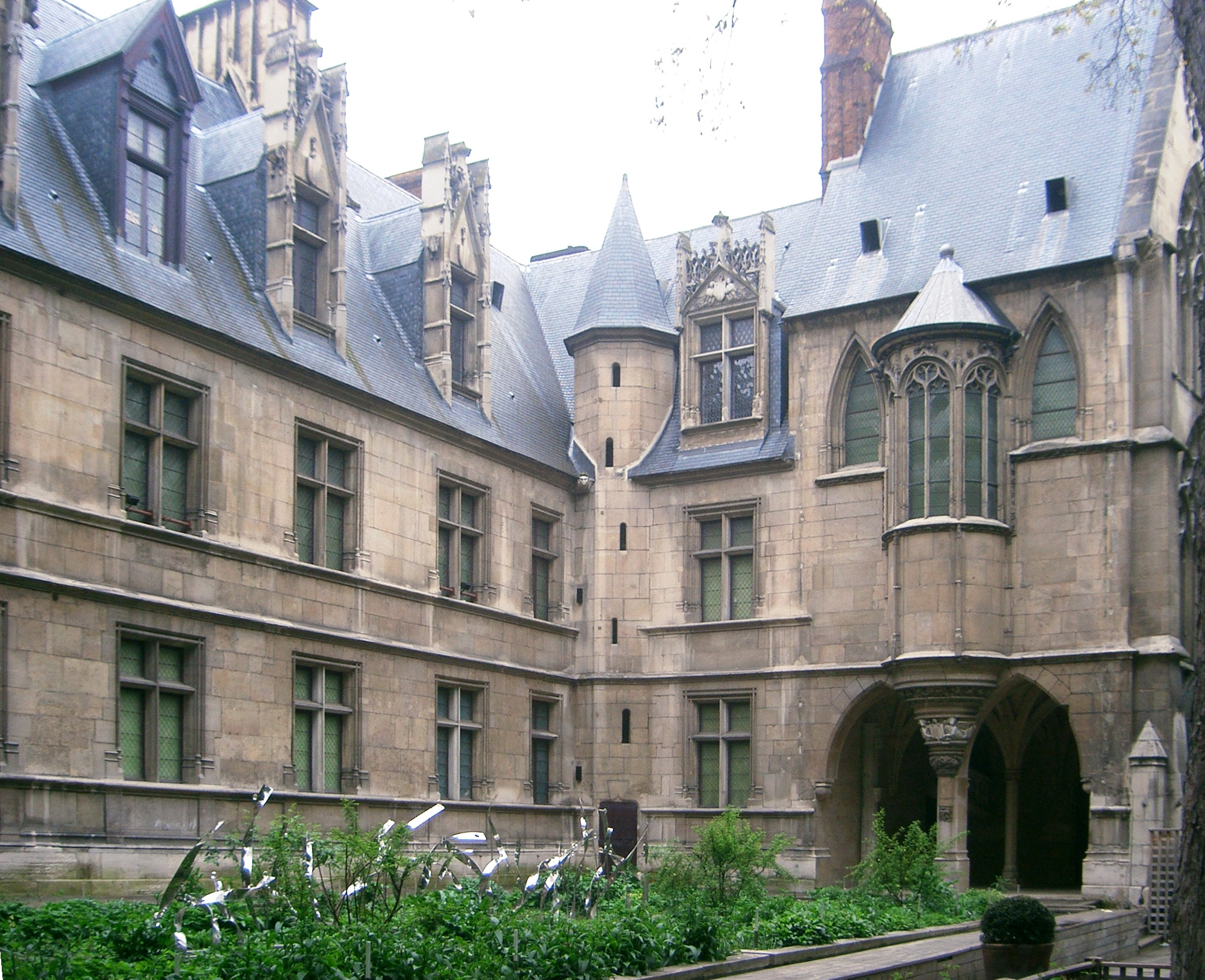
Hôtel de Cluny

Das Museum Musée national du Moyen Âge, bekannt als Musée de Cluny, gehört zu den bedeutendsten Sehenswürdigkeiten von Paris. Es befindet sich im Quartier Latin im 5. Arrondissement und wird seit 2019 von Séverine Lepape geleitet.

## Gebäude

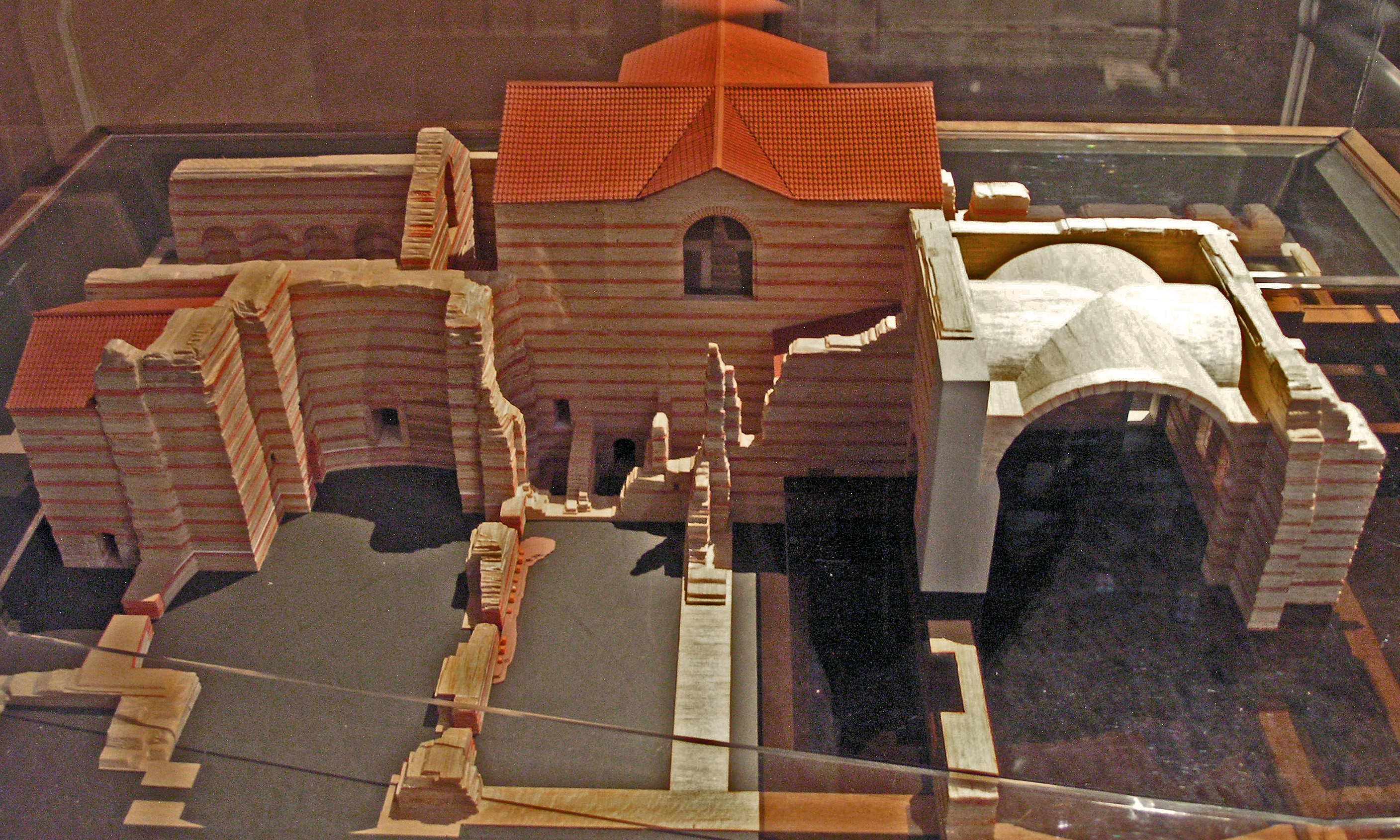
Modell der Thermes de Cluny

Um das Jahr 200 wurden im antiken Lutetia die heute als Thermes de Cluny bekannten Thermen gebaut, um das Jahr 380 wurden sie weitgehend zerstört. Lediglich das  Kaltwasserbad ist zum großen Teil erhalten geblieben und in das Museum integriert. Es gilt mit einer Länge von über 20 m als einst größtes Kaltwasserbad in der Provinz Gallien.
Im Jahr 1330 erwarb der Abt der Abtei Cluny Pierre II. de Chastelux die Überreste der Anlage, um zukünftig eine eigene Unterkunft im Besitz der Abtei bei Besuchen am königlichen Hof in Paris zu haben. Von 1455 bis 1510 wurde auf dem Grundstück der Palast Hôtel de Cluny gebaut. Die dabei errichtete Kapelle ist ein Einstützenraum, der von Eugène Viollet-le-Duc hoch geschätzt wurde. Der Bau des späten 15. Jahrhunderts verbindet Stilelemente der Spätgotik und der Renaissance. 1842 wurde das Ensemble zum Staatsbesitz, 1844 wurde das Museum eröffnet.
Im September 2000 wurde neben dem Hôtel de Cluny der mittelalterliche Garten (fr. Le jardin médiéval) mit einer Fläche von ca. 5.000 m² angelegt.

## Leitung
- 1843–1885: Edmond Dusommerard (Sohn des Sammlungsgründers Alexandre Du Sommerard)
- 1885–1893: Alfred Darcel[2]
- 1893–1903: Edmond Saglio[3]
- 1903–1925: Edmond Haraucourt[4]
- 1926–1933: Jean-Joseph Marquet de Vasselot[5]
- 1967–1979: Francis Salet[6]
- 1980–1987: Alain Erlande-Brandenburg[7]
- 1987–1991: Fabienne Joubert[8]
- 1991–1994: Alain Erlande-Brandenburg
- 1994–2005: Viviane Huchard[9]
- 2005–2019:  Elisabeth Taburet-Delahaye
- seit 2019: Séverine Lepape[10]

## Sammlung
Einer der Bewohner des Hôtel de Cluny war Alexandre Du Sommerard (1779–1842), ein Kunstsammler und Archäologe. Er trug im Hôtel eine große Sammlung mittelalterlicher Gerätschaften und Kunstgegenstände zusammen, die der französische Staat nach seinem Tode kaufte und Anlass für die Gründung des Museums waren.

### Die Dame mit dem Einhorn

Dame mit Einhorn

Als die Hauptattraktion des Museums gilt der sechsteilige Millefleurs-Wandbehang Die Dame mit dem Einhorn (fr. La Dame à la licorne). Die Bildwirkereien sind am Ende des 15. Jahrhunderts in den Südniederlanden (möglicherweise in Brüssel oder Tournai) entstanden. Fünf der Werke zeigen symbolisch die fünf Sinne:
1. Geschmack: Ein Diener reicht der Dame ein Dragee, das sie einem Papagei gibt
2. Gehör: Die Dame spielt Orgel
3. Gesicht: Die Dame hält dem Einhorn einen Spiegel vor
4. Geruch: Die Dame flicht einen Blütenkranz, ein Affe riecht an einer Blüte
5. Gefühl: Die Dame hält das Einhorn und eine Fahnenlanze

Der sechste Teppich ist mit der Inschrift „Mon seul désir“ (Mein einziges Verlangen) zwischen den Initialen A und V versehen. Die Dame legt ihr Halsband in eine Schmuckschatulle, was möglicherweise den Verzicht auf die (oder den besonnenen Gebrauch der) sinnlichen Reize bedeutet.
Das Einhorn hat den Körper eines Pferdes, aber die Paarhufe und der Kopf mit Bärtchen entsprechen einer Ziege. Nach mittelalterlichen Naturkundebüchern galt das Einhorn als tatsächlich existent. Es konnte demnach nur durch eine Jungfrau besänftigt werden, so dass die Jäger es durch eine Jungfrau in die Falle lockten. In der christlichen Symbolik steht das Einhorn für Christus, Maria ist diejenige, in deren Schoß das Einhorn sich ausruht, was für die Fleischwerdung Gottes in der Jungfrau Maria steht. Die Jagd steht für die Opferung Christi am Kreuz. Diese christliche Symbolik wird bei dem spätmittelalterlichen Bildteppich aber offenbar von profanen Themen der höfischen Liebe und der Allegorie der fünf Sinne überlagert.
Die Bildwirkereien bestehen aus Wolle (Kettfäden) und Seide (Schuss) und wurden auf einem Hochwebstuhl hergestellt. Das Wappen auf den Fahnen ist dasjenige der Familie le Viste. Auftraggeber war nach bisheriger überwiegender Meinung Jean IV. le Viste aus Lyon, Präsident des Finanzgerichtshofes (Cour des Aides) in Paris seit 1484, gestorben 1500. Nach neuer Forschungsmeinung ist das Wappen zwar das der Familie, aber es entspricht nicht den Regeln der Heraldik, da zwei Farben – blau und rot – aneinanderstoßen. In der Heraldik dürfen aber Farben nur auf Metalle (Gold oder Silber) stoßen. Die Abweichung lässt darauf schließen, dass es sich um eine Wappenvariante eines Nebenzweigs der Familie handelt. Nach der neuen Theorie ist der Auftraggeber Antoine II. Le Viste (Beamter der königlichen Kanzlei um 1500 unter König Ludwig XII. und später unter François Ier, gest. 1532).
Zur Geschichte der Tapisserien ist Folgendes bekannt: Durch Erbfolge gelangte die Serie nach Schloss Boussac im Limousin. Das Schloss wurde an die Gemeinde verkauft und diente als Sitz der Unterpräfektur. Die Dichterin George Sand sah die Tapisserien im Büro des Unterpräfekten. Sie fantasierte sich eine Geschichte zusammen, nach der die Teppiche durch den türkischen Prinzen Zizim gewebt worden seien, als er Gefangener in Frankreich war. Der Kunstgelehrte Prosper Mérimée erfuhr durch Sand von den Teppichen. Er berichtet, der ehemalige Besitzer habe noch mehr davon, die er aber zu Bodenteppichen zerschnitten habe.
Rainer Maria Rilke geht in seinem Roman Die Aufzeichnungen des Malte Laurids Brigge auf die Teppiche ein. Die Entstehung dieser Tapisserien wird auch in dem Roman „The Lady and the Unicorn“ von Tracy Chevalier (deutsche Übersetzung: „Der Kuss des Einhorns“) thematisiert.

### Basler Antependium

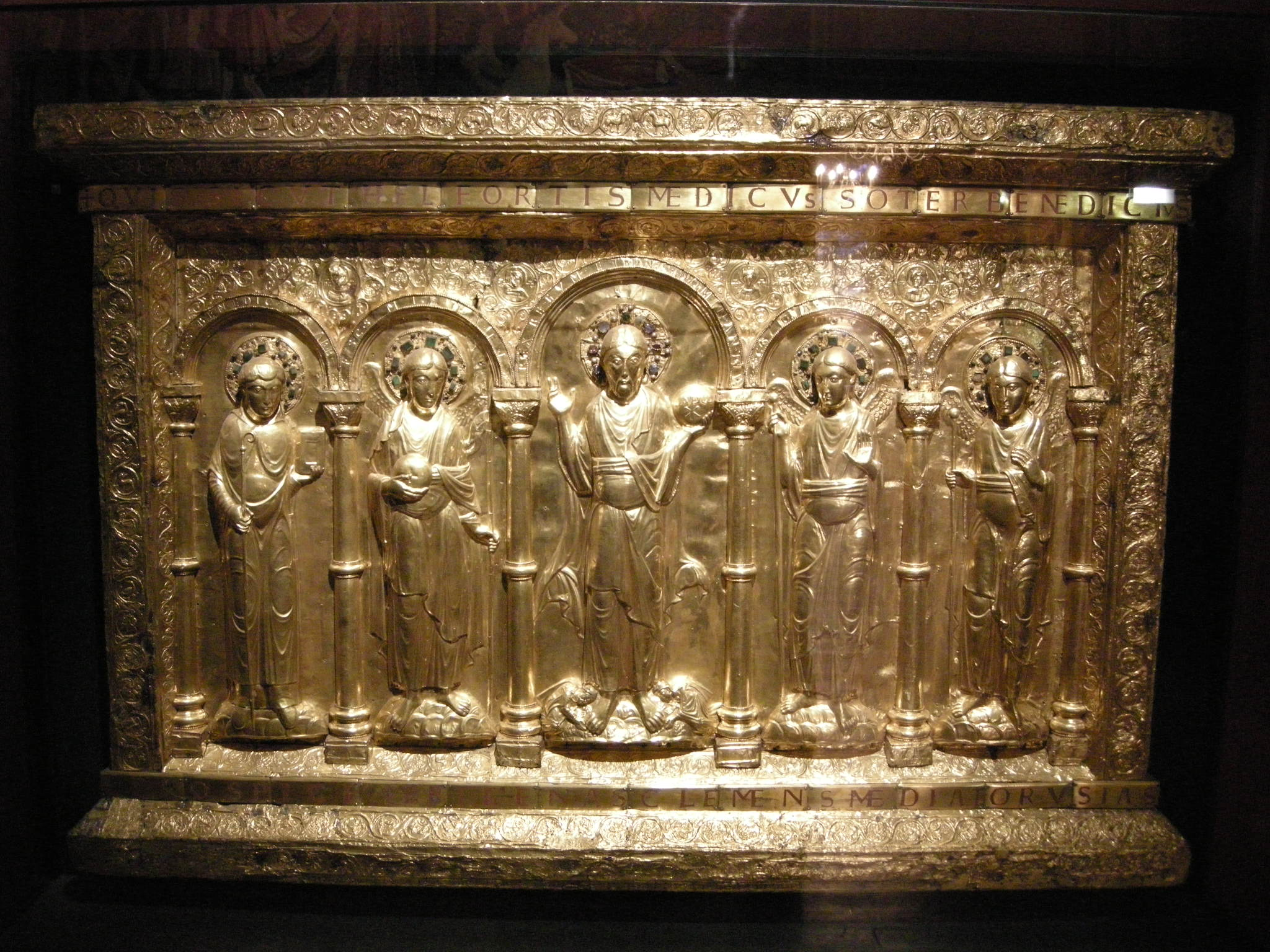
Basler Antependium

Als besonders bedeutend gilt das Basler Antependium aus dem Anfang des 11. Jahrhunderts. Es wurde aus Gold gefertigt und ist ca. 180 cm breit und ca. 120 cm hoch. Das Basler Antependium wurde von Kaiser Heinrich II. wohl 1019 dem Münster von Basel gestiftet. Nach der gegenwärtig überwiegenden Meinung der Historiker wurde das Stück in Fulda gefertigt, andere Vermutungen besagen, der Ursprungsort sei die Reichenau oder Bamberg. Da die Ikonographie des Antependiums keinen Bezug zu den Patronen des Basler Münsters aufweist und die Figur des Hl. Benedikt auf ein Kloster als ursprünglichen Bestimmungsort hindeutet, wird vermutet, es sei ursprünglich für einen anderen Ort bestimmt gewesen. Nach einer Hypothese befand sich das Antependium ursprünglich im Bamberger Benediktinerkloster St. Michael, da die Figuren der Erzengel gut zum Michaelskloster passen.
Das Basler Antependium befand sich nachweislich seit dem Mittelalter in Basel. Als der Kanton Basel sich 1833 in die Kantone Basel-Stadt und Basel-Land spaltete, teilte man das Kantonsvermögen, wozu auch der Kirchenschatz gehörte. Das Antependium fiel an Basel-Land, das wegen dringenden Geldbedarfs das Antependium in den Kunsthandel gab, wodurch es 1854 an das Museum gelangte.

### Pilier des nautes

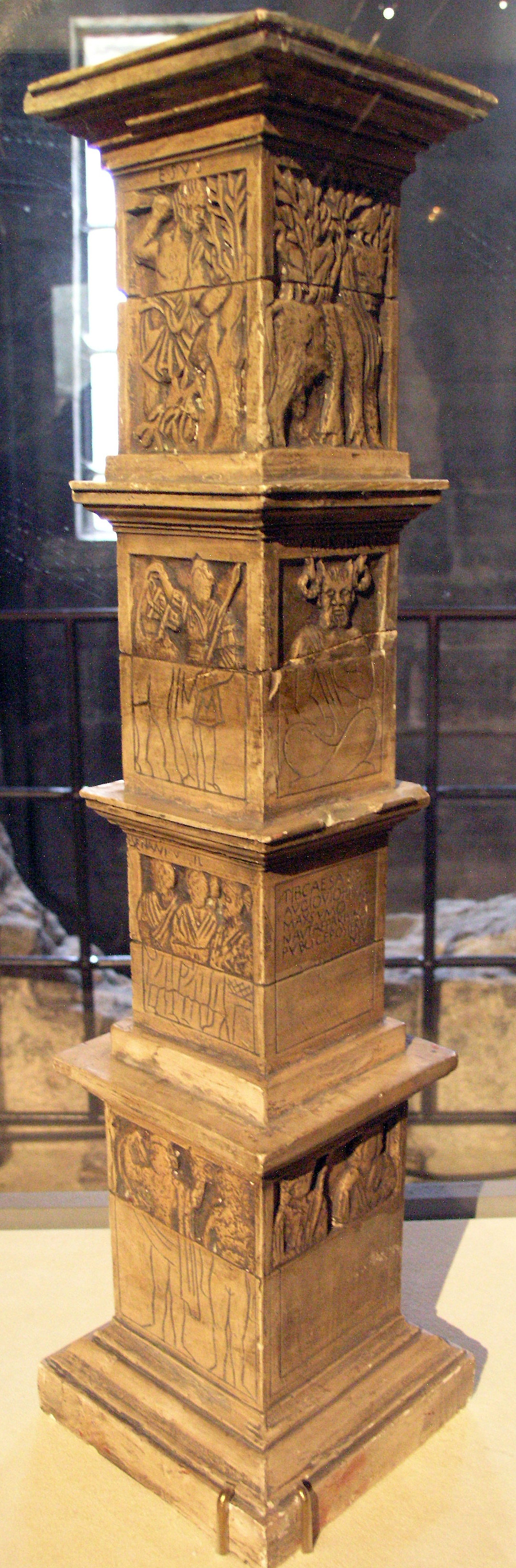
Der pilier des nautes

Im früheren Frigidarium befinden sich fünf der vermutlich einst acht Steine, die den Pilier des nautes gebildet haben. Sie wurden im Jahre 1710 unter dem Chor der Kathedrale Notre Dame gefunden. Die Säule wurde unter Kaiser Tiberius (14–37 n. Chr.) zu Ehren des Gottes Jupiter aufgestellt und zeigt u. a. die antiken Seine-Schiffer, die Nautae. Ein Modell zeigt das vermutete ursprüngliche Aussehen des Pfeilers, die als die älteste zumindest teilweise erhaltene Pariser Skulptur gilt.

### Sonstige Exponate

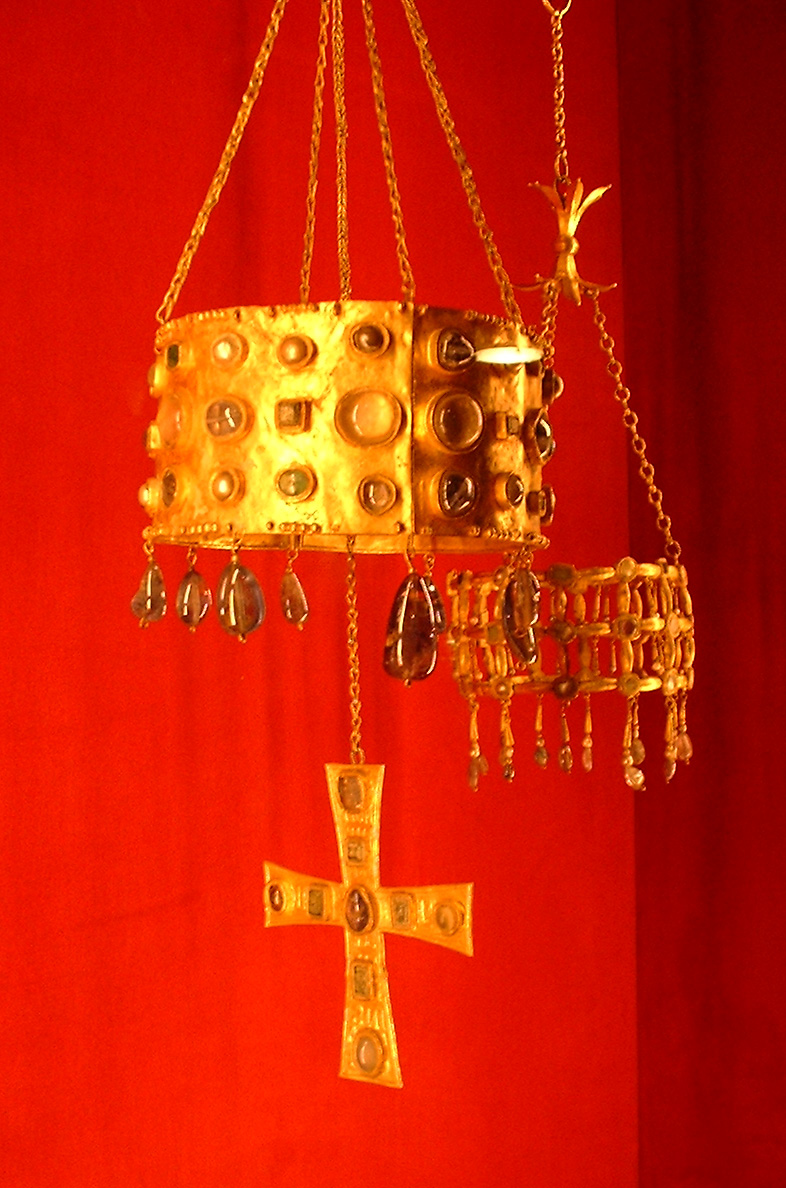
Gotenkrone aus dem 7. Jahrhundert

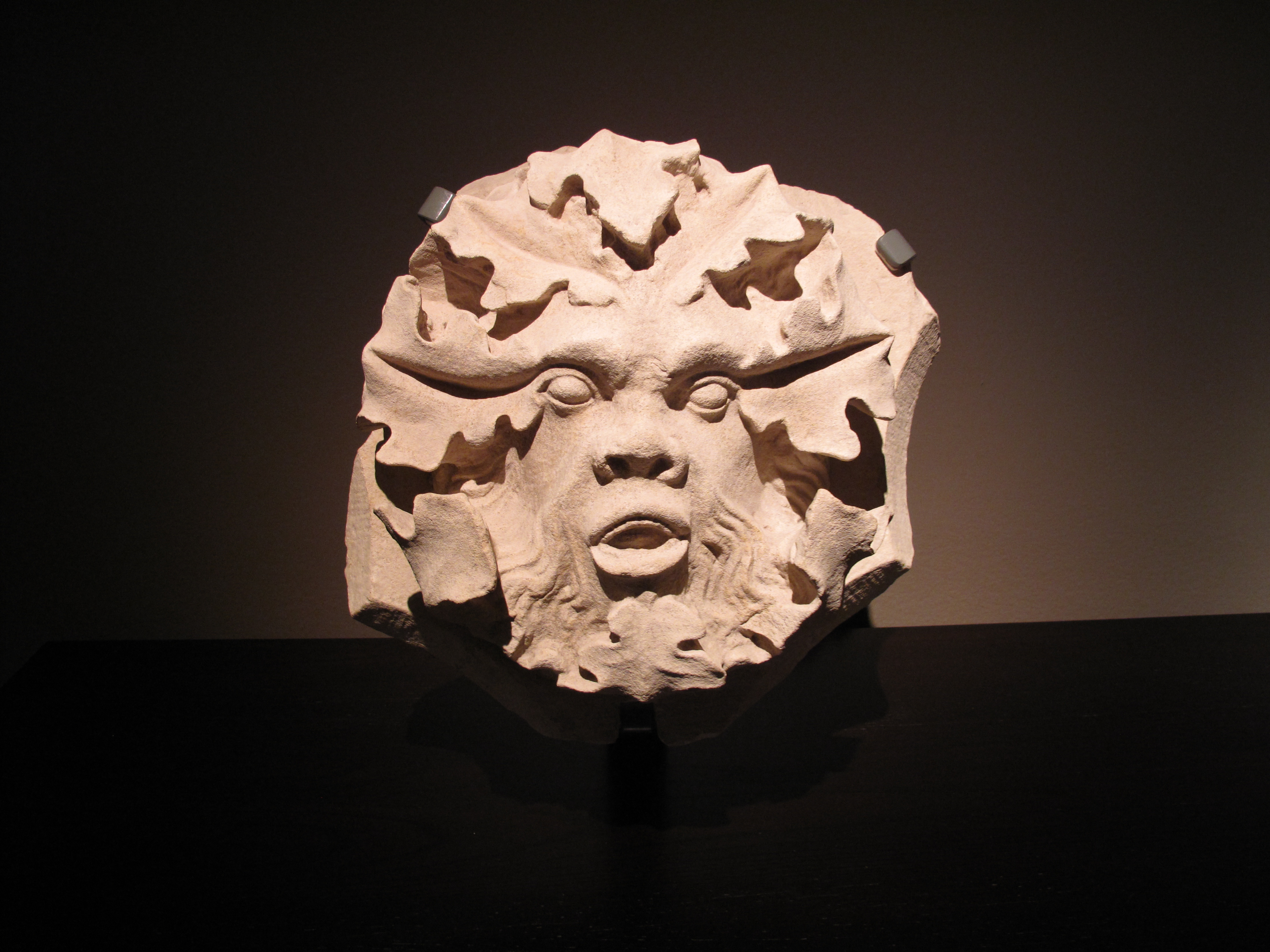
Schlussstein mit Blattmaske ca. 1290

Es werden zahlreiche gotische Skulpturen ausgestellt, vorwiegend aus dem 12. und dem 13. Jahrhundert. Darunter befinden sich Fragmente des Westportals der ehemaligen Abteikirche Saint-Denis und romanische Kapitelle aus der Kirche Saint-Germain-des-Prés sowie die um das Jahr 1220 geschaffenen und im Jahre 1977 gefundenen 21 Köpfe der judäischen Könige von der Königsgalerie der Notre-Dame von Paris. Sie wurden dem Museum im Jahre 1980 übergeben. Weitere bedeutende Werke sind Originale der Apostelfiguren aus der Sainte-Chapelle.
Im selben Raum wie die Köpfe der Könige befindet sich die aus Kalkstein gefertigte Statue des Adam, die um das Jahr 1260 entstanden ist. Sie befand sich ursprünglich in der Kathedrale Notre Dame und wird wegen des im 13. Jahrhundert ungewöhnlichen Realismus gerühmt.
Als bedeutend gelten auch die ausgestellten Glasmalereien aus dem 12. bis 13. Jahrhundert. Sie waren einst in verschiedenen Kirchen in Nordfrankreich eingebaut; u. a. in Sainte-Chapelle (etwa Samsons Kampf mit dem Löwen) und in der Basilika Saint-Denis. Die älteste Scheibe ist wohl die Timotheus-Scheibe aus der Stephanskapelle der Kirche St. Peter und Paul in Neuwiller-lès-Saverne (deutsch: Neuweiler) im Elsass, datiert auf die Wende des 11. zum 12. Jahrhundert.